# 二碲代镓酸银
二碲代镓酸银是一种无机化合物，化学式为AgGaTe2，它是银、镓、碲形成的三元化合物之一，可由相应的元素单质在800 °C反应得到。它在900 °C、20 Kbar下于氯化铵熔体中分解，可以得到三碲化银（AgTe3）。